# فلوريان كوخ
فلوريان كوخ (بالألمانية: Florian Koch)‏ مواليد 26 مارس 1992، هو لاعب كرة سلة ألماني بدأ مسيرته الاحترافية في سنة 2011 يلعب مع فريق تليكوم باسكتس بون في الدوري الألماني لكرة السلة ويحمل الرقم 12. يبلغ طوله 6 قدم 6 بوصة (2.0 م).

## فرق لعب لها
- تليكوم باسكتس بون

## روابط خارجية
- فلوريان كوخ على موقع الدوري الأوروبي لكرة السلة (الإنجليزية)
- فلوريان كوخ على موقع كرة السلة الأوروبية.كوم (الإنجليزية)
- فلوريان كوخ على موقع ريلجم (الإنجليزية)
- فلوريان كوخ على موقع بروبوليرز (الإنجليزية)
- فلوريان كوخ على موقع سبورتس رفرنس (الإنجليزية)